# Mistwalker
 (octobre 2019).
Si vous disposez d'ouvrages ou d'articles de référence ou si vous connaissez des sites web de qualité traitant du thème abordé ici, merci de compléter l'article en donnant les références utiles à sa vérifiabilité et en les liant à la section « Notes et références ».
Mistwalker (ミストウォーカー en japonais) est une société japonaise de développement de jeux vidéo fondée par Hironobu Sakaguchi (le créateur de la franchise Final Fantasy) en 2004 avec le soutien financier de Microsoft. Hironobu Sakaguchi en est le président, et Kensuke Tanaka (créateur du portail internet de Square baptisé PlayOnline) en est le vice-président.

## Historique
Le studio est créé dans l'optique d’œuvrer principalement à des jeux de rôle aux accents heroic-fantasy, dans la continuité des précédents travaux de Sakaguchi chez Square.

## Collaborateurs
Des artistes de grande renommée dans le milieu du jeu vidéo et du manga ont donné leur engagement pour travailler sur les jeux produits par Mistwalker.
- Nobuo Uematsu : compositeur des Final Fantasy ;
- Yoshitaka Amano : illustrateur dont les peintures sont exposées dans le monde entier ;
- Akira Toriyama : mangaka auteur de la célèbre série des Dragon Ball ;
- Takehiko Inoue : autre mangaka à l'origine de quelques séries célèbres telles que Slam Dunk ou encore Vagabond.

## Jeux développés
| Titre                        | Année                                | Genre        | Plateformes                                                         | Co-développeur(s)       | Éditeur(s)                                                                            |
| ---------------------------- | ------------------------------------ | ------------ | ------------------------------------------------------------------- | ----------------------- | ------------------------------------------------------------------------------------- |
| Blue Dragon                  | 2006                                 | RPG          | Xbox 360                                                            | Artoon                  | Microsoft Studios                                                                     |
| ASH: Archaic Sealed Heat     | 2007                                 | Tactical-RPG | Nintendo DS                                                         | Racjin                  | Nintendo                                                                              |
| Lost Odyssey                 | 2007                                 | RPG          | Xbox 360                                                            | feelplus                | Microsoft Studios                                                                     |
| Blue Dragon Plus             | 2008                                 | Tactical-RPG | Nintendo DS                                                         | feelplus, Brownie Brown | AQ Interactive (Japon), UTV Ignition Games (Amérique du Nord et Europe)               |
| Away: Shuffle Dungeon        | 2008                                 | Action-RPG   | Nintendo DS                                                         | Artoon                  | AQ Interactive (Japon),Majesco Entertainment (Amérique du Nord), Virgin Play (Europe) |
| Blue Dragon: Awakened Shadow | 2009                                 | RPG          | Nintendo DS                                                         | tri-Crescendo           | Namco Bandai Games (Japon), D3 Publisher (Amérique du Nord)                           |
| The Last Story               | 2011                                 | Action-RPG   | Wii                                                                 | AQ Interactive          | Nintendo, Xseed Games (Amérique du Nord)                                              |
| Party Wave                   | 2012                                 | Puzzle game  | Android, iOS                                                        |                         |                                                                                       |
| Blade Guardian               | 2012                                 | RTS          | iOS                                                                 |                         |                                                                                       |
| Terra Battle                 | 2014 (serveurs fermés en 2020)       | Tactical-RPG | Android, iOS                                                        |                         |                                                                                       |
| Terra Battle 2               | 2017 (serveurs fermés en 2018)       | Tactical-RPG | Windows, Android, iOS                                               | Silicon Studio          |                                                                                       |
| Terra Wars                   | 2019 (serveurs fermés la même année) | RPG          | Windows, Android, iOS                                               | Arzest                  |                                                                                       |
| Fantasian                    |                                      | RPG          | Apple Arcade (iOS, macOS, tvOS)                                     |                         |                                                                                       |
| Fantasian: Neo Dimension     | À venir (5 décembre 2024,)           | RPG          | Windows, Playstation 4, Playstation 5, Xbox Series, Nintendo Switch |                         | Square Enix                                                                           |

## Jeux édités
| Titre  | Année                     | Genre      | Plateformes | Développeur(s) |
| ------ | ------------------------- | ---------- | ----------- | -------------- |
| Cry On | Annulé (en décembre 2008) | Action-RPG | Xbox 360    | Cavia          |